# Janusz Sauer
Janusz Sauer (ur. 11 marca 1936 w Poznaniu, zm. 7 maja 2018 tamże) – polski poeta.
Janusz Sauer debiutował na łamach tygodniowego dodatku Gazety Poznańskiej Widnokrąg w 1955 roku. Następnie publikował swe wiersze w prasie poznańskiej i krajowej. W latach 1955–1956 należał do Koła Młodych przy poznańskim oddziale ZLP. W 1958 r. zamieścił wybór wierszy w tomiku Literackiej Grupy Niezależnych „Swantewit”, której był współzałożycielem. Tom nosił nazwę Piąte strony świata. Wtedy wraz z Swantewit prezentował swoje wiersze w Piwnicy Pod Baranami i na licznych wieczorach w Poznaniu i Wielkopolsce. Uczestniczył w Festiwalach Młodej Poezji.
Zniechęcony trudnościami wydawniczymi wycofał się z życia młodoliterackiego i przestał pisać. Po przejściu na emeryturę wznowił działalność literacką. Wydał tomik wierszy pod tytułem Papierowe okręty.
W roku 1998 nakładem własnym wydał Koncert organowy i  Jaja Dinozaura pod pseudonimem J. Dino Sauer. W 2001 r. wstąpił do Związku Literatów Polskich.
Pod koniec 2003 r. uzyskał nagrodę główną na konkursie poetyckim imienia Jana Śpiewaka w Świdwinie.
Został pochowany na cmentarzu Jeżyckim w Poznaniu (kw. P, rzad 25, grób 24).

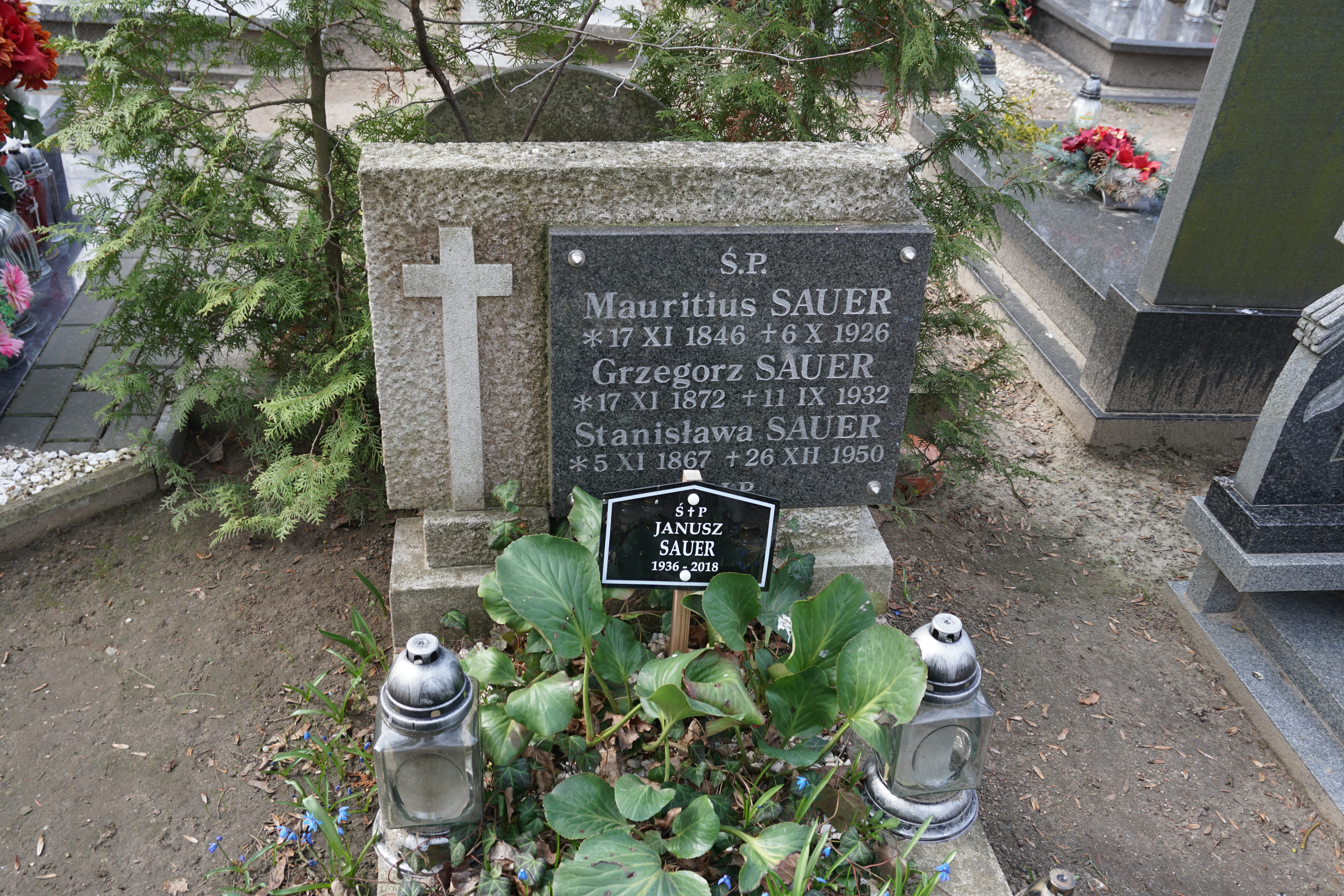
Grób Janusza Sauera na cmentarzu Jeżyckim w Poznaniu

## Twórczość
- Piąte strony świata – wyd. Poznańskie (1958)
- Papierowe okręty  – wyd. Biblioteka Poetycka ZLP (Poznań 1996)
- Koncert organowy – wyd. własne
- Jaja Dinozaura – wyd. Grupa Poetycka Quadro (1998)
- Koła na wodzie (2003).
- Przylądek braku nadziei (2008).